# Dorothy (cráter de Venus)
Dorothy es un cráter de impacto en el planeta Venus de 8,4 km de diámetro. Lleva el nombre de un nombre propio griego, y su nombre fue aprobado por la Unión Astronómica Internacional en 1997. El cráter está al este de Tamfana Corona y al sur de Seoritsu Farra.
Como muchos cráteres de impacto en Venus, Dorothy ha sido inundado y enterrado por flujos de lava.